# 前鰂魚涌學校

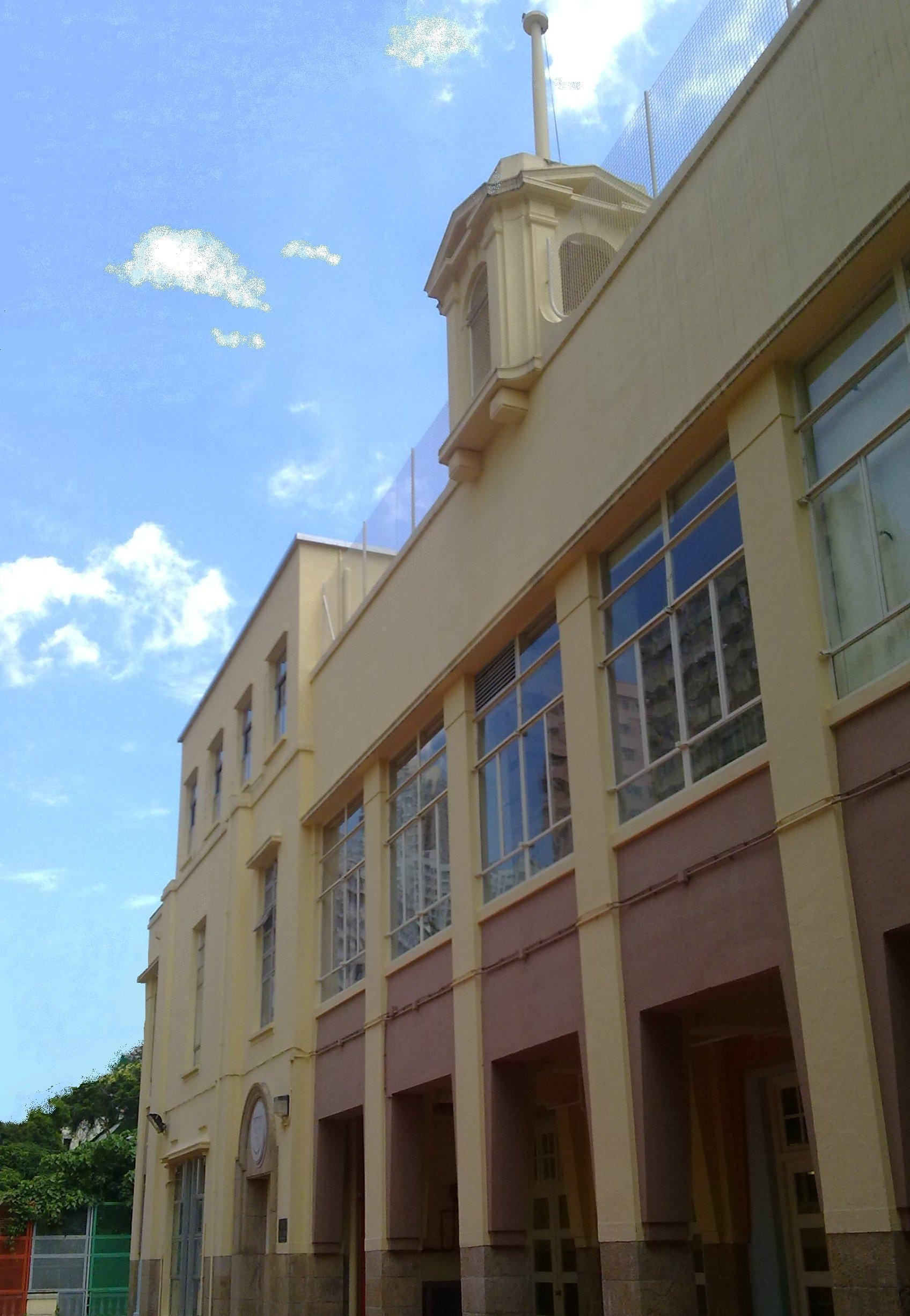
前鰂魚涌學校

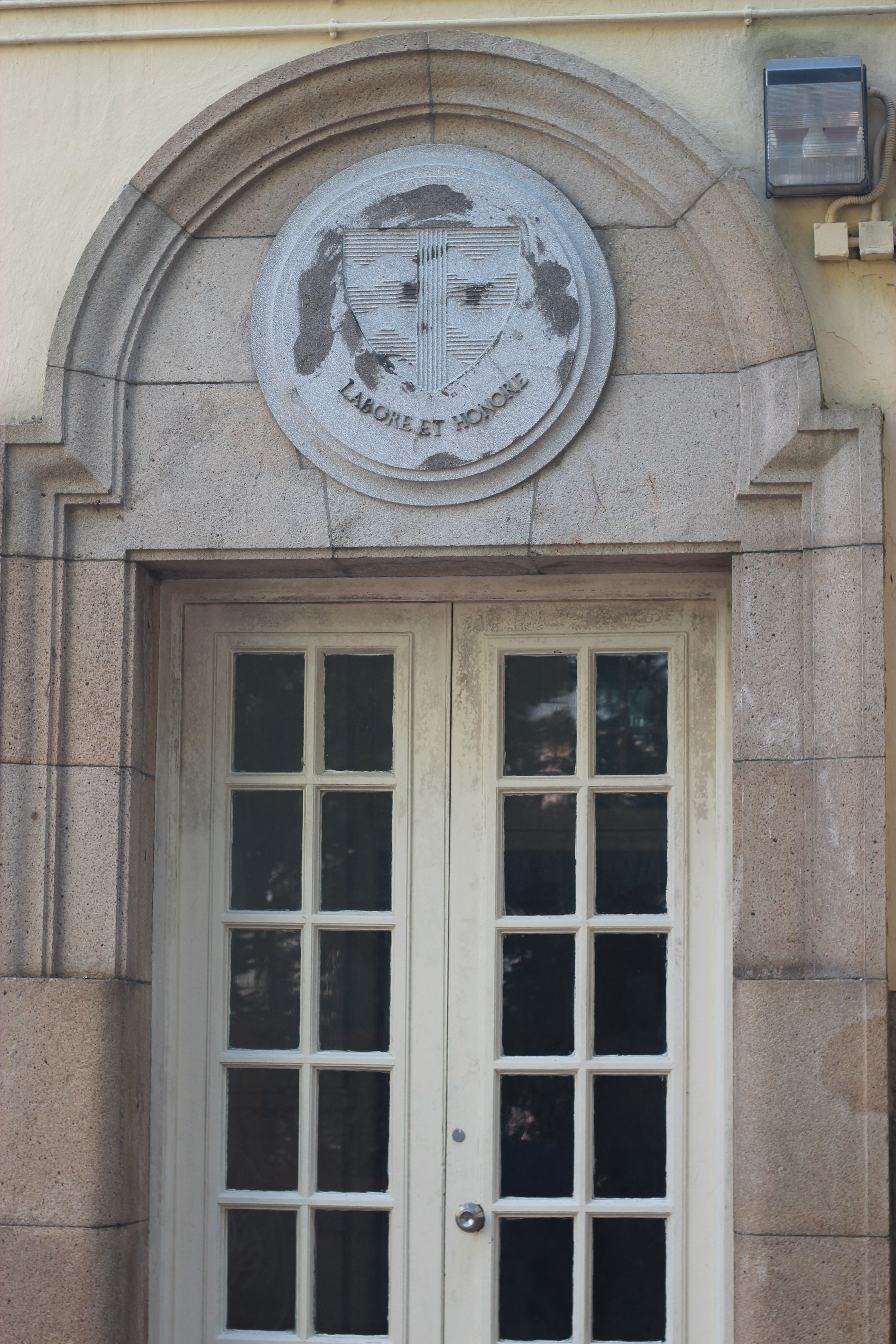
學校正門

前鰂魚涌學校（英語：Former Quarry Bay School，或稱前鰂魚涌英童學校），是香港昔日一所學校，位於香港島鰂魚涌英皇道986號，現已被列為香港三級歷史建築。

## 歷史
鰂魚涌學校原是一所專為英籍香港居民子女開設的英式官立小學，建於1926年。該校1980年搬遷到寶馬山，便由社會福利署接管，改作培志男童院。原址目前為香港青少年發展聯會轄下之德育發展中心，現不對外開放。
校舍建築為新古典主義風格，立面取對稱平衡原則，主體樓高兩層，而兩翼則樓高三層，其屋頂建有插著旗竿的塔樓。正門上方的石碑刻有拉丁文「Labore et Honore」，英文翻譯作「Labour and Honour」，意思指「勤勞與榮譽」。

### 德育發展中心
香港青少年發展聯會，於2007年成立，是一所非牟利機構，宗旨是鼓勵年青人立志、培養他們成材、為目標而奮鬥，為社會作出貢獻。
香港青少年發展聯會轄下之德育發展中心，於2009年開始推行青少年德育培訓及領袖培訓計劃，主要為學校及社團提供住宿性、嚴格、艱辛及富挑戰性之體驗式、紀律、品格和團隊合作訓練。

## 外部連結
维基共享资源上的相關多媒體資源：前鰂魚涌學校